# Григорий (Полетаев)
Епископ Григорий (в миру Лев Иванович Петров-Полетаев; 1831, село Ляпня, Сергачский уезд, Нижегородская губерния — 16 (29) марта 1914, Новоспасский монастырь) — епископ Русской православной церкви, первый епископ Омский и Семипалатинский.
Двоюродный дед по материнской линии епископа Венедикта (Пляскина).

## Биография
Родился в 1831 году (по другим данным в 1826 году) в семье причётника Нижегородской губернии.
Окончил Нижегородскую духовную семинарию и в 1854 году Казанскую духовную академию. По окончании академии был оставлен преподавателем той же академии по кафедре Св. Писания и еврейского языка.
10 октября 1854 года пострижен в монашество, а 21 ноября рукоположен в иеромонаха.
27 октября 1855 года удостоен ученой степени магистра богословия и утверждён в звании бакалавра академии. С 5 июля 1857 года — помощник инспектора академии. С 22 сентября 1864 года — эконом.
Во время своего служения в академии перевёл с греческого много творений святых отцов, а также «Постановления апостольские».
23 января 1865 года назначен экстраординарным профессором Казанской академии.
Добросовестный учёный работник и серьёзный знаток богословской науки, он был очень требователен к себе и не любил выступать в печати со своими научными исследованиями. За все время своей профессорской службы он издал только начало своего перевода «Благовестника» блаженного Феофилакта. Но и этим одним изданием он сделал весьма ценный вклад в русскую богословскую науку и оказал очень большое влияние на последующую учёную работу своей академической кафедры.
3 апреля 1867 года определён ректором Уфимской духовной семинарии с возведением в сан архимандрита.
5 сентября 1869 уволен он духовно-учебной службы.
С 19 января 1872 года — преподаватель Владимирской духовной семинарии.
С 27 апреля 1877 года — ректор Иркутской духовной семинарии.
С 26 января 1888 года — старший член Санкт-Петербургского духовного цензурного комитета.
3 февраля 1891 года хиротонисан во епископа Ковенского, викария Литовской епархии, в Санкт-Петербурге.
С 22 ноября 1892 года — епископ Туркестанский и Ташкентский.
Его усилиями в Туркестан прибыло пополнение местного духовенства.
Предпринял попытку организовать миссию среди имевшихся в Кыргызстане язычников, однако инициатива была пресечена указом генерал-губернатора Вревского о «передаче религиозных дел кара-киргизов в ведение сартского (то есть узбекского) мусульманского духовенства».
Преосвященный Григорий был человек прямой, но невыдержанный. Благодаря последнему обстоятельству у него было много столкновений с генерал-губернатором бароном А. Б. Вревским, который любил вторгаться в неподведомственную ему область православного духовенства, как и его предшественник. Особенно крупные недоразумения вышли по поводу назначения К. Н. Богородицкого на должность протоирея военного собора в городе Ташкенте в 1893 году.
С 18 февраля 1895 года — епископ Омский и Семипалатинский. В Омск прибыл 27 мая (8 июня) 1895 года.
Сразу же по приезде в епархию проявил себя как энергичный храмоздатель. Прежде всего, целый ряд часовен превращаются его усилиями в храмы.
В 1898 году по инициативе епископа Григория создано Епархиальное братство ревнителей православия, самодержавия, русской народности и благотворения, во имя иконы Божией Матери «Утоли моя печали».
С 17 декабря 1900 года уволен от управления Омской епархией, с назначением сверхштатным членом Синодальной Конторы с правом управления Донским монастырем.
Из-за проблем со здоровьем в декабре 1905 года прекращает присутствие в синоде. 8 июня 1906 года освобождён от управления монастырём и жил в Новоспасском монастыре.
В 1906 году избран почётным членом Казанской духовной академии.
Скончался 15 марта 1914 года и погребен в московском Новоспасском монастыре.

## Сочинения
- О догматических заблуждениях и ересях, обличенных в Св. Писании Нового Завета (Магистер. соч.).
- Речь при наречении его во епископа Ковенского, "Прибавление к «ЦВ» 1891, № 6, с. 186—187.
- Перевод «Благовестника» блаженного Феофилакта, «Прав. Собес.» 1914, ноябрь, с. 14.